# Спонга
Стадион «Спонга» (швед. Spånga IP) — спортивное сооружение в Стокгольме, Швеция. Сооружение предназначено для проведения матчей по  хоккею с мячом. Арену для домашних игр использует команда по хоккею с мячом — Юргорден. Есть трибуны для зрителей.

## Информация
Адрес: Стокгольм, Solhems Hagväg 2 (Spånga, Stockholm)